# Cementiri de Wolvercote
El cementiri de Wolvercote és un cementiri situat a la parròquia de Wolvercote, s Oxford (Anglaterra). La seva entrada principal es troba a Banbury Road, i també disposa d'una entrada lateral per Five Mile Drive. Està equipat amb una capella, lavabos públics i un nombre limitat de places d'aparcament.
El cementiri es va obrir el 1889, i actualment conté més de 15.000 enterraments.

## Persones enterrades destacades

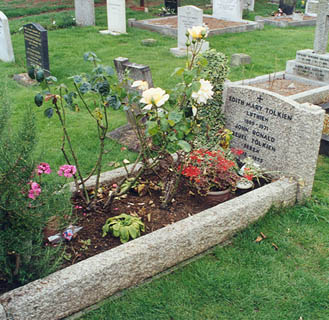
Tomba de J.R.R. i Edith Tolkien

Hi ha moltes persones de renom enterrades al cementiri de Wolvercote, entre els quals destaquen diversos acadèmics de la Universitat d'Oxford.
- Sir Ernest Bennett (1865–1947), company d'Oxford, polític, explorador i escriptor
- Sir Isaiah Berlin (1909–97), filòsof, amb la seva muller, Aline
- E. J. Bowen (1898–1980), químic
- Włodzimierz Brus (1921–2007), economista, amb la seva muller, la Tinenr-Coronel Helena Wolińska-Brus (1919–2008)
- Sir Thomas Chapman, 7th Baronet (1846–1919) i Sarah Junner, pares de T. E. Lawrence
- T. Lawrence Dale (1884–1959), arquitecte i vigilant de la diòcesi d'Oxford
- Elizabeth Edmondson (1948-2016), autora
- Bill Ferrar (1893-1990), matemàtic
- H. L. A. Hart (1907–92), filòsof legal i professor de jurisprudència
- Albert Hourani (1915–93), acadèmic en història de l'Orient mitjà
- Elizabeth Jennings (1926–2001), poeta
- Coronel Adam Koc (1891–1969), polític, soldat i periodista
- Peter Laslett (1915–2001), historiador
- James Legge (1815–97), expert en cultura xinesa escocès i professor de xinès
- Eleanor Constance Lodge (1869–1936), historiadora i promotora de l'educació secundària per les dones
- Paul Maas (1880-1964), filòleg
- James Murray (1837–1915), lexicògraf escocès i filòleg, primer editor de l'Oxford English Dictionary
- Dimitri Obolensky (1918–2001), príncep rus i professor d'història russa i dels balcans
- Professor David Patterson (1922–2005), expert en el món hebreu
- Franz Baermann Steiner (1909–52), etnòleg
- John Stokes (1915–1990), rector del Queen's College (Hong Kong)
- J. R. R. Tolkien ("Beren", 1892–1973), autor i acadèmic, amb la seva muller, Edith ("Lúthien", 1889–1971), i el seu fill gran, John Francis Reuel Tolkien (1917–2003)
- Dino Toso (1969–2008), enginyer automotiu
- Brian Tovey (1926–2015), antic cap del GCHQ
- Francis Fortescue Urquhart (1868–1934), primer company del Balliol College d'època moderna
- Mike Woodin (1965–2004), polític
- E. M. Wright (1906–2005), matemàtic

A més, el cementiri també inclou la tomba de 44 membres del personal de la Commonwealth: 21 de la Primera Guerra Mundial i 23 de la Segona Guerra Mundial.